# Amstel Gold Race 2014
L'Amstel Gold Race 2014, quarantanovesima edizione della corsa, valevole come undicesima prova dell'UCI World Tour 2014, si svolse il 20 aprile 2014 su un percorso di 251,4 km, con partenza da Maastricht e arrivo a Berg en Terblijt, nei Paesi Bassi. La vittoria fu appannaggio del corridore belga Philippe Gilbert, il quale completò il percorso in 6h25'57" alla media di 39,08 km/h.
Al traguardo furono 123 in totale i ciclisti che portarono a termine la gara.

## Squadre partecipanti
| N.      | Cod. | Squadra                 |
| ------- | ---- | ----------------------- |
| 1-8     | TCS  | Tinkoff-Saxo            |
| 11-18   | ALM  | AG2R La Mondiale        |
| 21-28   | AST  | Astana Pro Team         |
| 31-38   | BEL  | Belkin Pro Cycling Team |
| 41-48   | BMC  | BMC Racing Team         |
| 51-58   | CAN  | Cannondale              |
| 61-68   | FDJ  | FDJ.fr                  |
| 71-78   | GRS  | Garmin-Sharp            |
| 81-88   | LAM  | Lampre-Merida           |
| 91-98   | LTB  | Lotto-Belisol           |
| 101-108 | MOV  | Movistar Team           |
| 111-118 | OPQ  | Omega Pharma-Quickstep  |

| N.      | Cod. | Squadra              |
| ------- | ---- | -------------------- |
| 121-128 | OGE  | Orica-GreenEDGE      |
| 131-138 | EUC  | Team Europcar        |
| 141-148 | GIA  | Team Giant-Shimano   |
| 151-158 | KAT  | Katusha Team         |
| 161-168 | SKY  | Team Sky             |
| 171-178 | TFR  | Trek Factory Racing  |
| 181-188 | AND  | Androni Giocattoli   |
| 191-198 | CCC  | CCC Polsat-Polkowice |
| 201-208 | IAM  | IAM Cycling          |
| 211-218 | TSV  | Topsport Vlaanderen  |
| 221-228 | WGG  | Wanty-Groupe Gobert  |
| 231-238 | BAR  | Bardiani-CSF         |

## Ordine d'arrivo (Top 10)
| Pos. | Corridore          | Squadra       | Tempo    |
| ---- | ------------------ | ------------- | -------- |
| 1    | Philippe Gilbert   | BMC Racing    | 6h25'57" |
| 2    | Jelle Vanendert    | Lotto-Belisol | a 5"     |
| 3    | Simon Gerrans      | Orica-GreenE. | a 6"     |
| 4    | Alejandro Valverde | Movistar Team | s.t.     |
| 5    | Michał Kwiatkowski | Omega Pharma  | s.t.     |
| 6    | Simon Geschke      | Giant-Shimano | a 10"    |
| 7    | Bauke Mollema      | Belkin        | s.t.     |
| 8    | Enrico Gasparotto  | Astana        | s.t.     |
| 9    | Daniel Moreno      | Katusha Team  | s.t.     |
| 10   | Yukiya Arashiro    | Europcar      | a 12"    |